# Descolea
Descolea là một chi nấm trong họ Cortinariaceae. Chi này phân bố rộng rãi, và có khoảng 15 loài.